# Dana DeLorenzo
Dana Rose DeLorenzo (1 de janeiro, 1983)  é uma atriz e produtora norte-americana. Mais conhecida por interpretar Kelly Maxwell em Ash vs Evil Dead série televisiva do canal americano Starz. Dana também apareceu em um comercial para a State Farm uma companhia de seguros.

## Carreira
DeLorenzo começou a trabalhar ainda criança em comerciais de rádio para uma loja de roupas de propriedade de seu pai. Seu primeiro trabalho pago, foi atuando no jantar de um programa semanal de estilo cabaret aos 11 anos de idade. Ela também foi um membro do elenco e capitã de dança em  Tony n' Tina's Wedding em Chicago. DeLorenzo trabalhou como produtora e também interpretou Marissa Sanchez no programa de rádio nacionalmente sindicalizado  Mancow's Morning Madhouse por alguns anos. Ela era um personagem regular no The Late Late Show with Craig Ferguson em 2012 como Beth.

## Vida Pessoal
DeLorenzo graduou-se na DePaul University de Chicago em 2005 com Licenciatura em Comunicação.

## Prêmios e Indicações

### Indicações
Fangoria Chainsaw Awards
- Melhor Atriz Coadjuvante de TV (2015)

## Filmografia

### Filmes
| Ano  | Título                             | Personagem         | Notas                |
| ---- | ---------------------------------- | ------------------ | -------------------- |
| 2004 | Rehearsal Time                     | Ashley             | Curta                |
| 2007 | Night of the Fireflies             | Carmen Valdez      | Curta                |
| 2008 | Rain: A Love Story                 | Arianna            | Curta                |
| 2008 | Music Box                          | Alice              | Curta                |
| 2008 | Peep Show                          | Valerie            | Filme para Televisão |
| 2009 | October Surprise                   | Alberta            | Curta                |
| 2011 | A Very Harold & Kumar 3D Christmas | Becca the P.A.     |                      |
| 2013 | The Mole Man of Belmont Avenue     | Stoner Molly       |                      |
| 2013 | Timms Valley                       | Tokyo Board Member | Filme para Televisão |
| 2014 | Two to Go                          |                    | Filme para Televisão |
| 2016 | The Mad Ones                       | Claire             |                      |

### Televisão
| Ano       | Título                                 | Personagem              | Notas                                                                                         |
| --------- | -------------------------------------- | ----------------------- | --------------------------------------------------------------------------------------------- |
| 2011      | In the Flow with Affion Crockett       |                         |                                                                                               |
| 2011      | 2 Broke Girls                          | Girl #2                 | Episódio: "And the Break-Up Scene"                                                            |
| 2012      | Eagleheart                             | Arty Woman              | Episódio: "Exit Wound the Gift Shop"                                                          |
| 2012      | Workaholics                            | Hot Court Reporter      | Episódio: "To Kill a Chupacabraj"                                                             |
| 2012      | Sullivan & Son                         | Marcy Mintz             | Episódio: "The Fifth Musketeer"                                                               |
| 2012      | The Late Late Show with Craig Ferguson | Beth / Sandra the Rhino |                                                                                               |
| 2013      | WJRT Television                        |                         |                                                                                               |
| 2014      | Growing Up Fisher                      | Kara                    | Episódio: "Katie You Can Drive My Car"                                                        |
| 2014      | Californication                        | Attractive Single Woman | Episódio: "Grace"                                                                             |
| 2015      | Barely Famous                          |                         | 2 Episódios                                                                                   |
| 2015      | Impress Me                             | Emily / Andrea          | 12 Episódios                                                                                  |
| 2015–2018 | Ash vs Evil Dead                       | Kelly Maxwell           | Elenco Principal Indicada - Fangoria Chainsaw Award for Best Supporting Actress on Television |